# 薩拉丁堡
薩拉丁堡（阿拉伯语：قلعة صلاح الدين，罗马化：Qal'at Salah al-Din），是叙利亚西北部的一座中世纪城堡。它位于哈费镇以东7公里、拉塔基亚以东30公里的高山上，四周被森林包围。975年，拜占庭皇帝约翰一世攻占了该地，直到1108年左右，该地一直处于拜占庭控制之下。在12世纪早期，法兰克人控制了该遗址，成為由十字軍創立的国家安條克公國的一部分。城堡現今的外观就是在這段時間形成的。2006年，薩拉丁堡被联合国教科文组织认定为世界文化遗产。 

## 照片

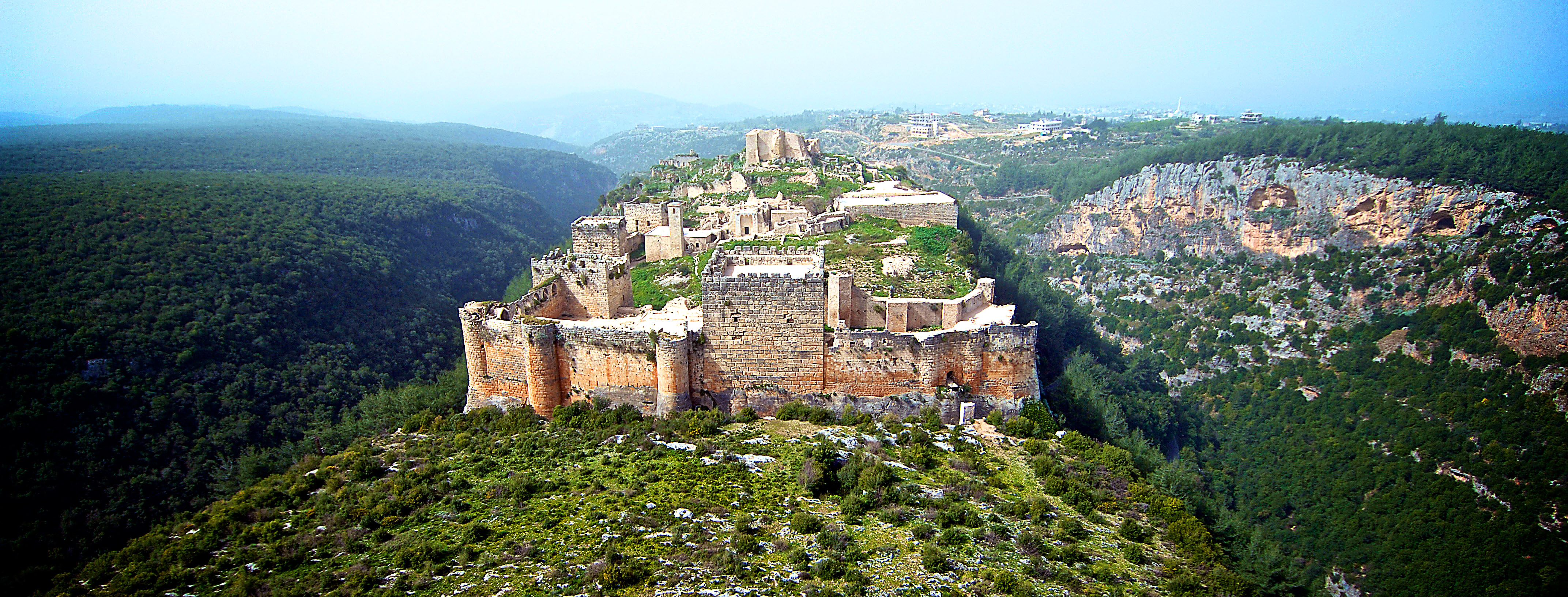
薩拉丁堡全景